# Parmelia meiophora
Parmelia meiophora är en lavart som beskrevs av Nyl. Parmelia meiophora ingår i släktet Parmelia och familjen Parmeliaceae.   Inga underarter finns listade i Catalogue of Life.